# Чукотавиа
ЧукотАВИА — российская авиакомпания, базирующаяся в посёлке Угольные Копи. Является монополистом в сфере авиаперевозок на местных авиалиниях Чукотки. Имеет представительства в Магадане и Москве.

## История
Авиакомпания создана в 1996 году путем объединения всех государственных авиапредприятий Чукотки в единое авиационное предприятие ФГУП «ЧукотАВИА».
           В ноябре 2010 года из состава ФГУП «ЧукотАВИА» в ведение вновь образованного федерального казенного предприятия «Аэропорты Чукотки» перешли все приписные аэропорты. В хозяйственном ведении ФГУП «ЧукотАВИА» сохранился летно-технический комплекс и аэропорт Анадырь.
           В 2013 году Распоряжением Правительства Российской Федерации предприятие передано в государственную собственность Чукотского автономного округа, а в следующем году из состава ГП ЧАО «ЧукотАВИА» в отдельное окружное предприятие был выделен аэропорт Анадырь (Угольный). В результате реорганизации в предприятии остался только летно-технический комплекс.
           В 2020 году Президент Российской Федерации утвердил перечень поручений, одним из которых являлось создание авиационной компании, эксплуатирующей воздушные суда российского производства, основной деятельностью которой будет осуществление перевозок пассажиров и грузов в Дальневосточном федеральном округе.
           Во исполнение данного поручения Минтрансом России был разработан План-график мероприятий по консолидации авиапредприятий Дальнего Востока: авиакомпаний «Камчатское авиапредприятие, «Хабаровские авиалинии», «ЧукотАВИА», «Якутия» и «Полярные авиалинии» в группу Единой дальневосточной авиакомпании на базе АО «Авиакомпания «Аврора».
           В рамках этого плана-графика в 2021 году Правительством Чукотского автономного округа было принято решение о приватизации ГП ЧАО «ЧукотАВИА» путем преобразования в акционерное общество. В сентябре этого же года преобразование было завершено и создано АО «ЧукотАВИА».
           7 сентября 2022 года в рамках Восточного экономического форума подписано акционерное соглашение между АО «АВРОРА ФИНАНС» (100% дочерняя компания Авиакомпании «Аврора») и Чукотским автономным округом. Документ определяет основные принципы корпоративного управления АО «ЧукотАВИА», входящего в группу Единой дальневосточной авиакомпании.
           Таким образом, ЧукотАВИА юридически стало частью единой дальневосточной авиакомпании – группы «Авроры», и это в свою очередь позволит продолжить начатую работу по интеграции маршрутных сетей авиакомпаний и переход к единым стандартам на основе стандартов Авиакомпании «Аврора», что в конечном счете повысит эффективность выполнения социально значимых перевозок и обеспечения транспортной доступности в Дальневосточном федеральном округе.
           В настоящий момент Авиакомпания осуществляет авиационные перевозки пассажиров, багажа и грузов, доставку почты, а также выполняет различные виды авиационных работ, в том числе по оказанию экстренной медицинской помощи в пределах Чукотского автономного округа.
           Авиакомпания базируется в международном аэропорту Анадырь (Угольный) имени Ю. С. Рытхэу. Здесь же расположена и авиационно-техническая база предприятия.
           В аэропортах Чукотки – Певек, Кепервеем, Лаврентия, Провидения и Залив Креста действуют её филиалы и базируются вертолеты Ми-8, которые обеспечивают транспортное сообщение между национальными селами и районными центрами.
           Воздушный парк АО «ЧукотАВИА» состоит из 4 самолетов Ан-24/26, восьми вертолетов Ми-8Т, двух Ми-8МТВ-1 и четырех DHC-6.
           Применение последних улучшило транспортную доступность для жителей и гостей Чукотки, позволило оптимизировать регулярность авиационного сообщения с населенными пунктами и снизить себестоимость рейсов по сравнению с вертолетными перевозками.
           Отсутствие автомобильных дорог на территории округа обусловило развитие широко разветвленной маршрутной сети предприятия, которая связывает практически все населенные пункты округа. Даже небольшие села, численностью до 100-150 человек, связаны с окружным и районными центрами регулярным авиационным сообщением.
           Одна из основных целей деятельности Авиакомпании заключается в удовлетворении общественных потребностей и решении социальных задач. Пассажирские перевозки осуществляются в соответствии с согласованным с Правительством Чукотского автономного округа расписанием по субсидируемым тарифам.

## Флот
По состоянию на февраль 2023 года флот АО «ЧукотАВИА» состоит из 8 самолётов и 10 вертолетов: